# Мечеть Намазгох (Самарканд)

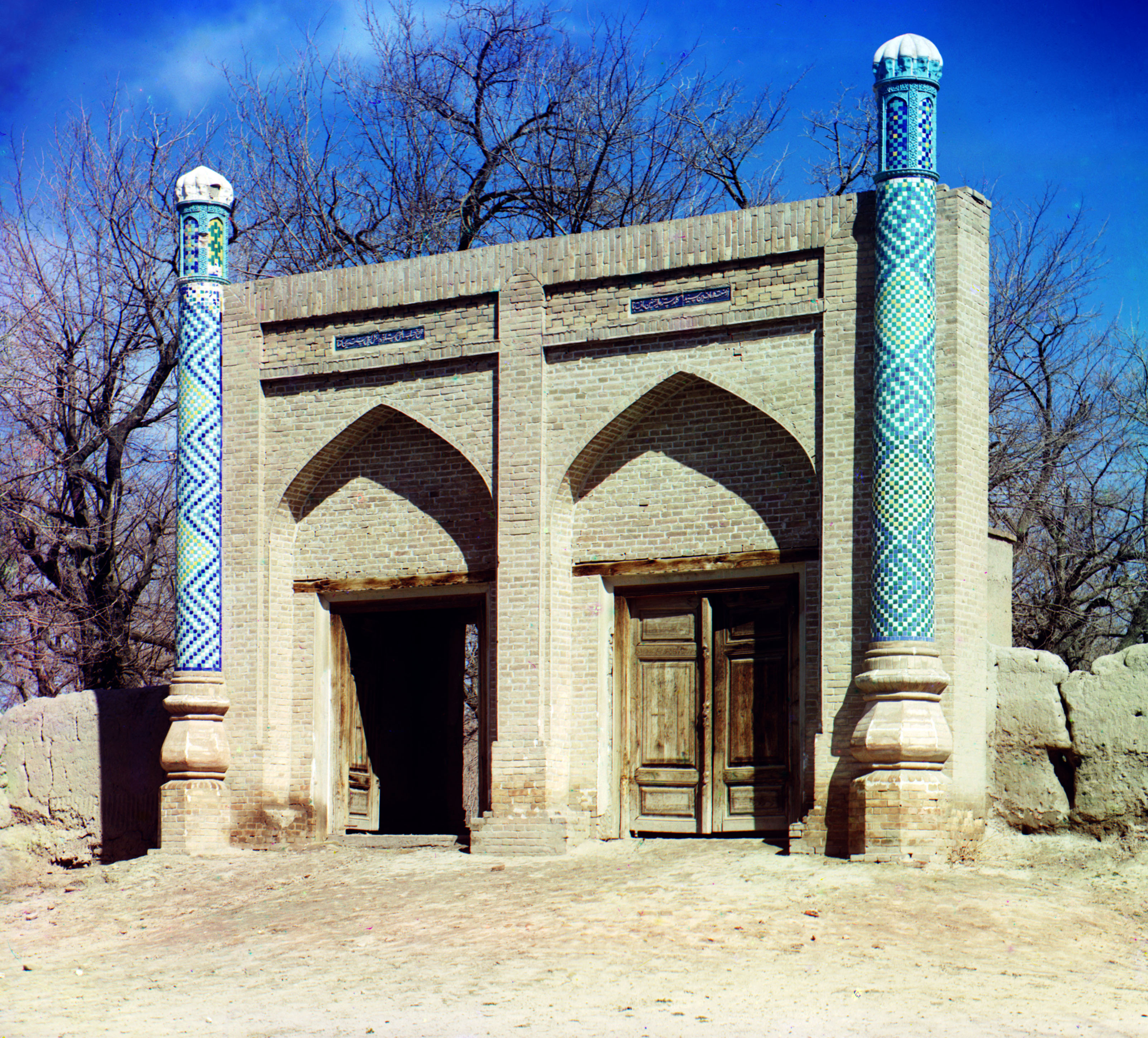
Вхід до мечеті Намазга 100 років тому. Фото Сергія Прокудіна-Горського

Мечеть Намазгох/Намазгах (узб. Namozgoh masjidi) — одна з мечетей Самарканда, побудована в XVII столітті, за межею тогочасної території міста, коштом відомого благодійника, представника узбецького роду арлат Надіра Диванбегі, який у різні роки збудував у Самарканді ще кілька будівель.